# Tropidodryas serra
Espèce
Synonymes
- Herpetodryas serra Schlegel, 1837
- Dryophylax serra (Schlegel, 1837)
- Philodryas serra (Schlegel, 1837)
- Galeophis jani Berthold, 1859

Statut de conservation UICN

 LC  : Préoccupation mineure
Tropidodryas serra  est une espèce de serpents de la famille des Dipsadidae.

## Répartition
Cette espèce est endémique du Brésil. Elle se rencontre dans les États de Bahia et d'Espírito Santo.

## Publications originales
- Schlegel, 1837 : Essai sur la physionomie des serpens, La Haye, J. Kips, J. HZ. et W. P. van Stockum, vol. 1 (texte intégral).
- Schlegel, 1837 : Essai sur la physionomie des serpens, La Haye, J. Kips, J. HZ. et W. P. van Stockum, vol. 2 (texte intégral).